# ハンプティ・ダンプティ
ハンプティ・ダンプティ（英: Humpty Dumpty）は、イギリスの伝承童謡（マザー・グース）の一つであり、また、その童謡に登場するキャラクターの名前である。

## 概要
童謡の中ではっきり明示されているわけではないが、このキャラクターは一般に擬人化された卵の姿で親しまれており、英語圏では童謡自体とともに非常にポピュラーな存在である。この童謡の最も早い文献での登場は18世紀後半のイングランドで出版されたもので、メロディはジェイムズ・ウィリアム・エリオットがその著書『わが国の童謡と童歌』（1870年刊）において記録したものが広く用いられている。童謡の起源については諸説あり、はっきりとは分かっていない。
もともとはなぞなぞ歌であったと考えられるこの童謡とキャラクターは、ルイス・キャロルの『鏡の国のアリス』（1872年）をはじめとして、様々な文学作品や映画、演劇、音楽作品などにおいて引用や言及の対象とされてきた。アメリカ合衆国においては、俳優ジョージ・L・フォックスがパントマイム劇の題材に用いたことをきっかけに広く知られるようになった。現代においても児童向けの題材として頻繁に用いられるばかりでなく、「ハンプティ・ダンプティ」はしばしば危うい状況や、ずんぐりむっくりの人物を指す言葉としても用いられている。

## 詞とメロディ

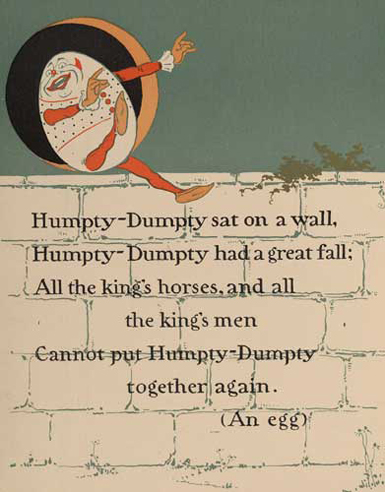
デンスロウのマザーグース物語集（1902年）の1ページ。ここではなぞなぞ歌として、「卵」という答えとともに童謡の詞が記載されている。

現代においては一般に以下の形の詞が知られている。
| Humpty Dumpty sat on a wall, Humpty Dumpty had a great fall. All the king's horses and all the king's men Couldn't put Humpty together again. | ハンプティ・ダンプティが塀に座った ハンプティ・ダンプティが落っこちた 王様の馬と家来の全部がかかっても ハンプティを元に戻せなかった |

AABBの脚韻のパターンをもつ一組の四行連の詩であり、韻律は童謡においてよくつかわれるトロカイオスである。詩はもともとは「卵」をその答えとするなぞなぞ歌として作られたものと考えられるが、その答えが広く知れ渡っているため、現在ではなぞなぞとして用いられることはほとんどない。メロディーは一般に、作曲家であり童謡収集家だったジェイムズ・ウィリアム・エリオットが、その著書『わが国の童謡と童歌』（ロンドン、1870年）において記したものが使われている。童謡とそのヴァリエーションを番号をつけて編纂しているラウド・フォークソング・インデックスにおいては13026番に記録されている。
『オックスフォード英語辞典』によれば、「ハンプティ・ダンプティ」(Humpty Dumpty) という言葉は、17世紀においてはブランデーをエールと一緒に煮た飲み物の名称として用いられていた。さらに18世紀になると「ずんぐりむっくり」を意味するスラングとしての用法も現われている。ここから「ハンプティ・ダンプティ」の語は、おそらく上述のなぞなぞにおける一種のミスディレクションとしてこの童謡に採用されたものと考えられる。この想定の上に立てばこのなぞなぞは、「ハンプティ・ダンプティ」がもし「ずんぐりむっくりの人間」のことであるならば、塀から落ちたとしても大きな怪我を負うはずはないだろう、という想定を根拠として成り立っているということになる。
また hump には「こぶ」という意味があるほかにこれだけで「ずんぐりむっくり」を表すことがあり、dump には「どしんと落ちる」という意味もあるため、Humpty Dumpty という名前の中にすでに「ずんぐりしたものがどしんと落ちる」という出来事が暗示されていると考えることもできる（後述の『鏡の国のアリス』には、ハンプティ・ダンプティが「僕の名前は僕の形をそのまま表している」と述べる場面がある）。このほか、Humpty は Humphrey という名前に通じる一方、Dumpty は Humphrey の愛称である Dumphy や Dump に似ているという指摘もある。
「ハンプティ・ダンプティ」と同様のなぞなぞ歌は、民俗学者によって英語以外の言語においても記録されている。フランス語の "Boule Boule"（ブール・ブール）、スウェーデン語・ノルウェー語の "Lille Trille"（リル・トリル）、ドイツ語圏の "Runtzelken-Puntzelken"（ルンツェルケン・プンツェルケン）または "Humpelken-Pumpelken"（フンペルケン・プンペルケン）といったものであるが、いずれも英語圏におけるハンプティ・ダンプティほどに広く知られているものではない。

### 古形

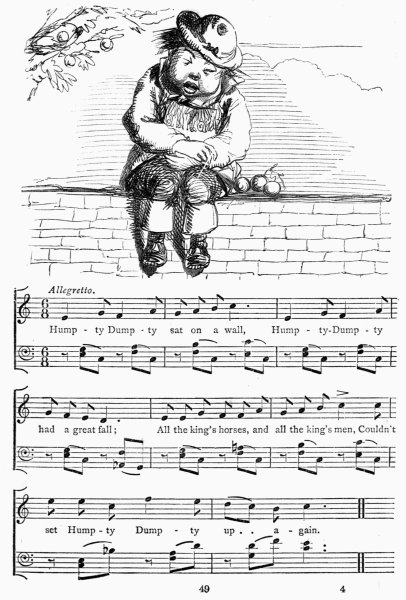
『マザーグースの童謡集』（1877年）より、ウォルター・クレインが描いたハンプティ・ダンプティのイラスト。この例のように人間の姿で描かれることもある。

この童謡が記録されている最古の文献は、作曲家サミュエル・アーノルドによる1797年の著書『少年少女の娯楽』である。この文献においては、童謡は以下のような形の詞になっている。
| Humpty Dumpty sat on a wall, Humpty Dumpty had a great fall. Four-score Men and Four-score more, Could not make Humpty Dumpty where he was before. | ハンプティ・ダンプティが塀に座った ハンプティ・ダンプティが落っこちた 80人の男にさらに80人が加わっても ハンプティ・ダンプティをもといたところに戻せなかった |

1803年に出版された『マザー・グースのメロディ』の原稿には、より遅い時代に現われた、次のような別の最終行のヴァージョンが書き留められている。"Could not set Humpty Dumpty up again"（ハンプティ・ダンプティをまた立たせることはできなかった）。『ガートンおばさんの花輪（詩文集）』の1810年の版では以下のような詞になっている。
| Humpty Dumpty sate〔ママ〕 on a wall, Humpti Dumpti〔ママ〕 had a great fall; Threescore men and threescore more, Cannot place Humpty dumpty as he was before. | ハンプティ・ダンプティが塀に座った ハンプティ・ダンプティが落っこちた 60人の男にさらに60人が加わっても ハンプティ・ダンプティをもとのところに戻せなかった |

ジェイムズ・オーチャード・ハリウェルが1842年に出版した童謡集では以下の形のものが収録されている。
| Humpty Dumpty lay in a beck. With all his sinews around his neck; Forty Doctors and forty wrights Couldn't put Humpty Dumpty to rights! | ハンプティ・ダンプティが小川に寝た 自分のすべての筋を首の周りに集めて すると40人の医者と40人の職人にも ハンプティ・ダンプティを立たせられなかった |

## 起源をめぐる説

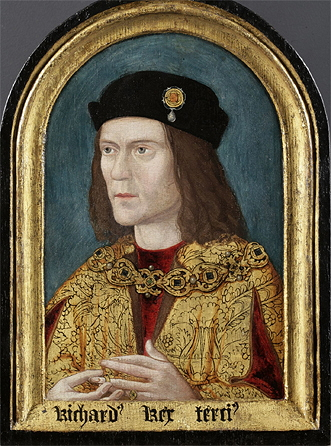
リチャード3世

前述のようにもともとなぞなぞ歌のひとつとして作られた歌と考えられるが、この童謡が特定の歴史的な事件を指し示す歌であったとする説も多く存在する。よく知られているものの一つは、キャサリン・エルウェス・トーマスが1930年に提唱したもので、「ハンプティ・ダンプティ」がヨーク朝最後の王リチャード3世を指しているという説である。リチャード3世はせむし (humpback) であったと言われており、彼は薔薇戦争の最後のボズワースの戦いにおいて、その軍勢にもかかわらずリッチモンド伯ヘンリー・テューダー（のちのヘンリー7世）に敗れて戦死している。ただし、せむしを示す言葉である「humpback」という英語は18世紀以前には記録されておらず、また童謡とリチャード3世を結びつける直接的な史料も見つかっていない。
ほかにも、ハンプティ・ダンプティは「トータイズ」(tortoise) という、イングランド内戦時に使われた攻城兵器を指しているという説もある。骨組みに装甲を施したこの兵器は、1643年のグロスターの戦いにおいてグロスター市の城壁を攻略するのに用いられたが、この作戦は失敗に終わっている。この説は1956年2月16日の『オックスフォード・マガジン』においてデイヴィッド・ドーブが提示したもので、この戦いについての同時代の記述に基づいて立てられており、発表当時は学会から喝采を浴びたが、在野からは「発明それ自体のためになされた発明」("ingenuity for ingenuity's sake") でありでっちあげだとして批判を受けた。この説についても、やはり童謡との直接的なつながりを示すような史料は見つかっていないが、この説はリチャード・ロドニー・ベネットによる子供向けのオペラ『オール・ザ・キングスメン』（1969年初演）で採用されたため一般にも広く知られることとなった。
1996年には、コルチェスター観光局のウェブサイトに「ハンプティ・ダンプティ」の起源が清教徒革命における、1648年のコルチェスターの戦いにあるという解説が一時期掲載された。この解説によれば、直前に成立した共和制政府に反旗を翻し、王党派がコルチェスターの街を占拠した。共和制政府軍は市外の丘から街を砲撃したが、低地の王党派の陣地からは大砲の弾が敵陣に届かなかった。そこで王党派は保有する最大の大砲、通称ハンプティ・ダンプティを聖マリア教会 (St Mary-at-the-Wall) の壁の上に引き上げ、そこから共和派を攻撃しようとした。しかしハンプティ・ダンプティはバランスを崩して城壁から転落し、王党派は再度の引き上げに失敗したというのである。
2008年に出版された『イタチがとびだした ―童謡に隠された意味』において著者のアルバート・ジャックは、このコルチェスターの説を裏付ける二つの詩を「ある古い書物」から発見したと報告した。しかし彼が紹介した詩の韻律は、いずれも17世紀のものでもなければこれまでに存在が確認されているいかなる韻律とも合致せず、またその内容も「王様の馬と家来」に言及していない旧版の歌詞には合致しないことが指摘されている。

## 引用・言及

### 『鏡の国のアリス』

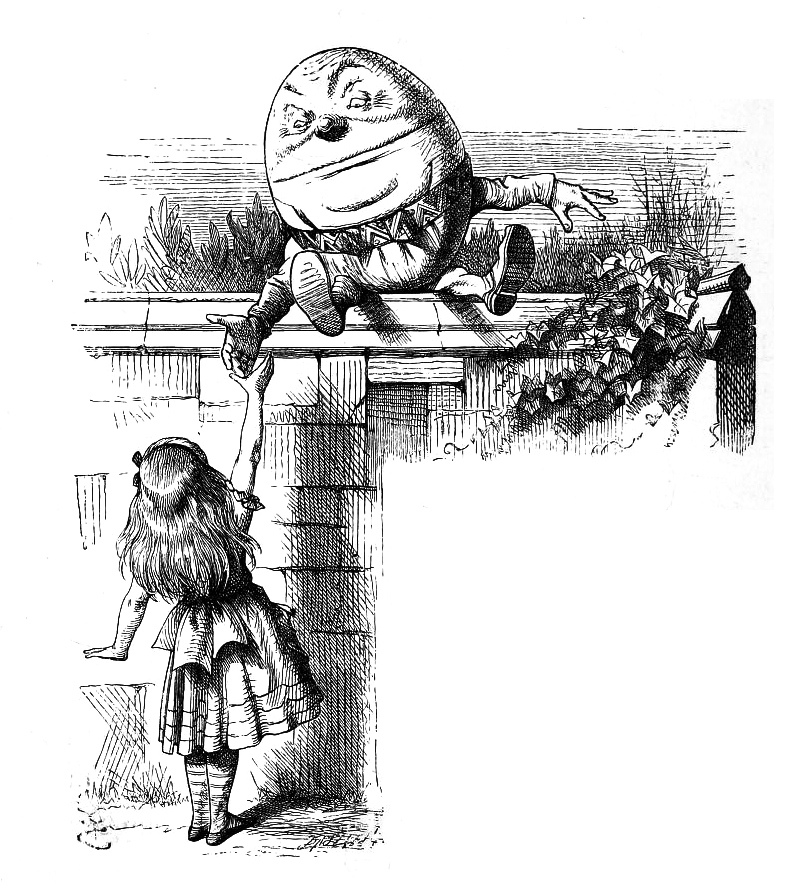
『鏡の国のアリス』より、ジョン・テニエルが描いたハンプティ・ダンプティ

ハンプティ・ダンプティは、ルイス・キャロルの児童小説『鏡の国のアリス』（1872年）に登場するキャラクターの一人としてもよく知られている。この作品では、鏡の国に迷い込んでしまった少女アリスに対し、塀の上に座ったハンプティ・ダンプティは尊大な態度で言葉というものについて様々な解説を行う。

「「名誉」という言葉をあなたがどういう意味で使っているのか、よくわからないわ」アリスが言いました。

  するとハンプティ・ダンプティは馬鹿にしたような笑いを顔に浮かべました。「もちろんわからないだろうさ、僕が説明しないかぎりね。僕は「もっともだと言って君が降参するような素敵な理由がある」という意味で「名誉だ」と言ったんだよ！」

「でも、「名誉」という言葉に「もっともだと言って君が降参するような素敵な理由がある」なんて意味はないわ」アリスは抗議しました。

「僕が言葉を使うときはね」とハンプティ・ダンプティはあざけるように言いました「その言葉は、僕がその言葉のために選んだ意味を持つようになるんだよ。僕が選んだものとぴったり、同じ意味にね。」

「問題は」とアリスは言いました「あなたがそんなふうに、言葉たちにいろんなものをたくさんつめこむことができるのかということだわ」

「問題は」とハンプティ・ダンプティが言いました「僕と言葉のうちのどちらが相手の主人になるかということ、それだけさ」

  アリスが困ってしまって何も言えなくなると、少ししてハンプティ・ダンプティが続けました「言葉っていうのはね、それぞれに気性があるものなんだ。あいつらのいくらかは、とりわけ動詞はだが、とても高慢ちきだ。形容詞だったら君にでもどうにかなるかもしれないが、動詞は無理だね。でも僕なら大丈夫、なんでもござれさ！」

以上のくだりは、イギリス貴族院が法令文書の意味を捻じ曲げたことの是非をめぐってなされたLiversidge v. Anderson [1942] の判決において裁判官ロード・アトキンによって引用された部分である。その後の行政の自由裁量をめぐる議論において大きな影響力を持ったイギリスのこの判決のほか、上記の場面はアメリカ合衆国でも裁判の法廷意見においてしばしば引用されており、ウエストローのデータベースによれば2002年4月19日の時点までに、2件の最高裁における事例を含む250件の判決で同様の引用が記録されている。
またA. J. Larnerは、以下の場面をもとにキャロルのハンプティ・ダンプティを相貌失認と結びつけて論じている。

「顔っていうのは、それで一人一人の見分けができるものよ、ふつう」アリスは考え深く意見しました。
「そこがまさに僕が不満を言いたいところなんだよ」ハンプティ・ダンプティは言いました「君の顔は他の人たちの顔といっしょじゃないか、こう目が二つあって（親指で空中に目の場所を示しながら）、それで真ん中に鼻だろ、口はその下だ。いつもおんなじ。たとえば片側にだけ目が二つあるとかさ、口がてっぺんにあるとか、そんなふうにしてくれたら見分けるのに少しは助けになるんだけど。」

### その他の創作作品

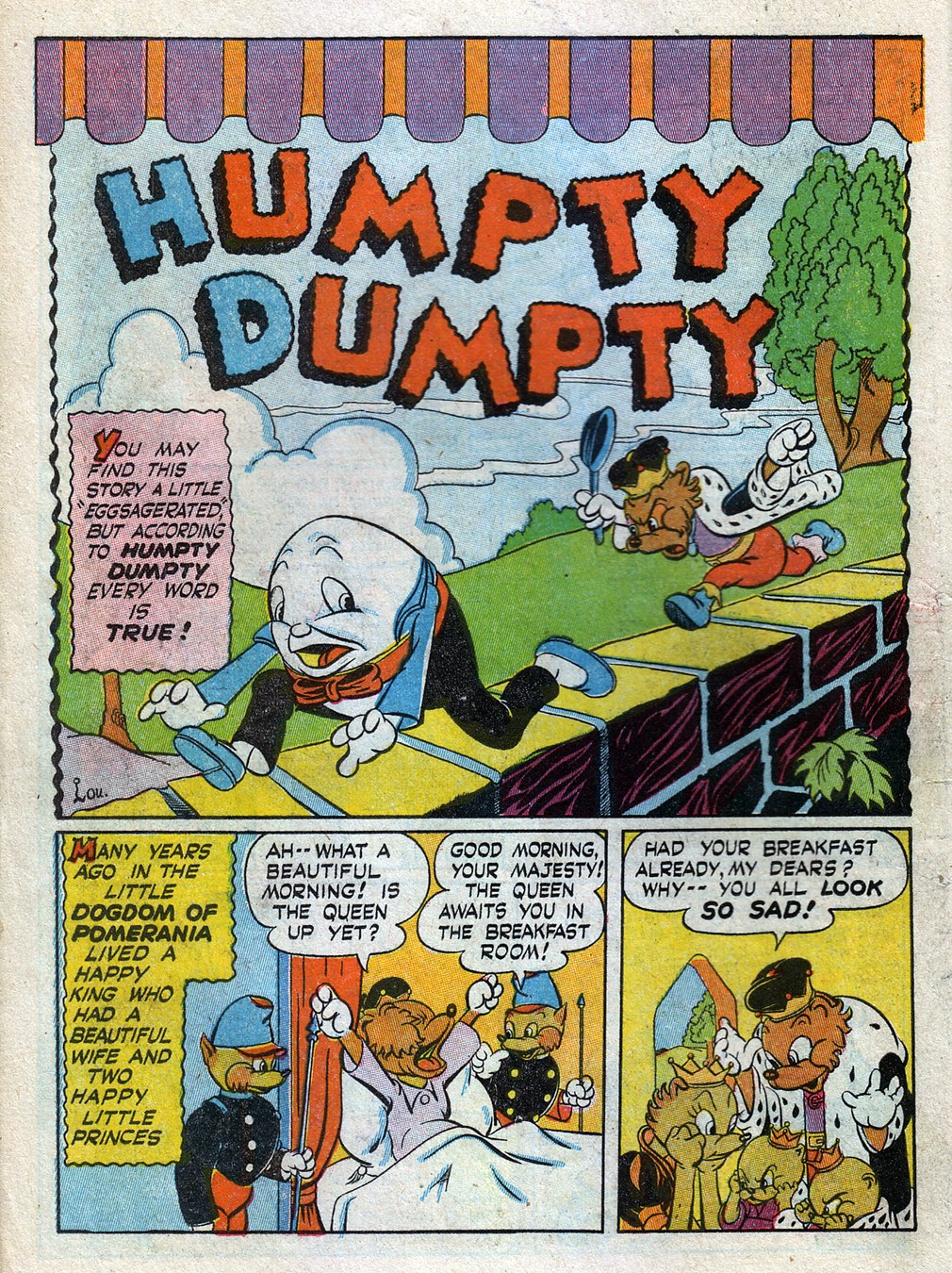
アメリカ合衆国の漫画雑誌『パンチ&ジュディコミックス』に掲載されたハンプティ・ダンプティの漫画（作者不詳、1944年）

ハンプティ・ダンプティは英語圏においては非常にポピュラーな存在であり、『鏡の国のアリス』のほかにも多くの文学作品でキャラクターとして登場したり、詩の引用が行われたりしている。例えばライマン・フランク・ボームの『散文のマザーグース』（1901年）においては、「ハンプティ・ダンプティ」のなぞなぞ歌は実際にハンプティ・ダンプティの「死」を目撃したお姫様によって作り出される。ニール・ゲイマンの初期の短編作品「二十四羽の黒つぐみ事件」では、ハンプティ・ダンプティの物語はフィルム・ノワール風のハードボイルド作品に脚色されている（この作品ではまたクック・ロビンやハートの女王など、マザー・グースでおなじみのキャラクターが多数登場する）。ロバート・ランキンの『黙示録のホローチョコレート・バニー』（2002年）においては、ハンプティ・ダンプティはお伽噺のキャラクターを狙った連続殺人事件における被害者の一人である。ジャスパー・フォードは『だれがゴドーを殺したの？』（2003年）と『ビッグ・オーバーイージー』（2005年）の二作でハンプティ・ダンプティを登場させており、前者では暴動の首謀者として、後者では殺人事件の被害者としてハンプティ・ダンプティを描いている。キャラクターが登場するものではないが、いわゆる見立て殺人の題材に使われた例としてはヴァン・ダインの『僧正殺人事件』（1929年）があり、ここでは登場人物の一人が童謡になぞらえられて塀の上から突き落とされることによって殺されている。
ハンプティ・ダンプティの童謡はより「真面目な」文学作品でも言及されている。例えばジェイムズ・ジョイスの最後の小説『フィネガンズ・ウェイク』（1939年）においては、ハンプティ・ダンプティは「落ちる男」のモチーフを表現するものとして繰り返し言及される。ロバート・ペン・ウォーレンの『オール・ザ・キングスメン』（1946年、日本語訳題『すべて王の臣』）は、大衆主義的な地方政治家が州知事となり、やがて汚職に手を染め堕落していく様を描いた小説で、表題は「もう元にもどらない」状況を表すものとして童謡から引用されている。ルイジアナ州の上院議員ヒューイ・ロングをモデルにして書かれており、ウォーレンはこの作品で翌年のピュリッツァー賞を受賞した。またこの小説を原作とする映画『オール・ザ・キングスメン』は1949年にアカデミー賞最優秀作品賞を受賞している。2009年にはショーン・ペン主演で再映画化された。同様の発想はボブ・ウッドワードとカール・バーンスタインによるウォーターゲート事件を扱った著作『オール・ザ・プレジデントメン』（日本語訳題『大統領の陰謀』）でも繰り返されており、この作品もロバート・レッドフォードとダスティン・ホフマンの主演で1976年に映画化されている（日本語版題『大統領の陰謀』）。このほかポール・オースターの処女小説『シティ・オブ・ザ・グラス』（1985年）では、ハンプティ・ダンプティは登場人物間の議論において「人間の状況のもっとも純粋な体現者」として、『鏡の国のアリス』からの長大な引用とともに言及されている。
ハンプティ・ダンプティは19世紀中、アメリカ合衆国の俳優ジョージ・L・フォックスの舞台において、パントマイム劇や音楽の題材にされ、ここからアメリカ合衆国でも広く知られることとなったが、ハンプティ・ダンプティは現代のポピュラー音楽においてもしばしばモチーフとして用いられている。たとえばハンク・トンプソンの『ハンプティ・ダンプティ・ハート』（1948年）、モンキーズの『すべての王の馬』（1966年）とアレサ・フランクリンの『オール・ザ・キングス・ホーシズ』（1972年）（ともに原題は同じ"All the King's Horses"）、トラヴィスの『ハンプティ・ダンプティ・ラヴ・ソング』（2001年）などである。ジャズ音楽においてはオーネット・コールマンとチック・コリアが、同じ「ハンプティ・ダンプティ」の題名でそれぞれ異なる楽曲をつくっている（ただしコリアの作品はルイス・キャロルから着想を得た1978年のコンセプトアルバム『マッド・ハッター』（1978年）のうちの一曲として作られたものである）。
アニメーションには、ハンプティ・ダンプティを主人公にした"The Adventures of Humpty Dumpty"（1979年）や"The Real Story of Humpty Dumpty"（1990年）がある。

### 日本での引用
ハンプティ・ダンプティは日本では漫画作品に引用されている例がある。萩尾望都の『ポーの一族』シリーズの「メリーベルと銀のばら」で元に戻らないものの例えのひとつとして引用されている。和田慎二の〈エコと兄貴さま〉シリーズの「キャベツ畑でつまずいて」では、不思議の国に迷い込んだ主人公たちがハンプティ・ダンプティを相手にチェスをする。また、皆川亮二の『ARMS』では登場人物の一人として名づけられている（この作品には他にも「マッドハッター」「チェシャキャット」など『不思議の国のアリス』と『鏡の国のアリス』のキャラクター名を名づけられた人物が多数登場する）。めるへんめーかーの『ふらいど・えっぐ・む～ん』（『別冊花とゆめ』1981年秋の号 / 花とゆめCOMICS）にもハンプティ・ダンプティが登場する。

## 比喩として
前述のように「ハンプティ・ダンプティ」は17世紀のイギリスにおいて「ずんぐりむっくり」を指す言葉として使われていたものであったが、英語圏では現在でも童謡のキャラクターのイメージから、「ずんぐりむっくり」や頭が禿げていてつるつるしている人を言い表す言葉として用いられているほか、童謡の内容から「非常に危なっかしい状態」あるいは「一度壊れると容易には元に戻らないもの」を指し示すための比喩としてもしばしば用いられている。
またハンプティ・ダンプティは、英語圏においては熱力学第二法則を説明する際の比喩として用いられることがある。この法則は熱量の移動の不可逆性を記述しており、エントロピーの概念と密接に関連する法則として知られているものである。この比喩に従えば、ハンプティ・ダンプティがはじめに塀の上に無事に座っている状態が「エントロピーが低い」状態、つまり乱雑さの少ない状態であり、彼が落下して自分の破片を撒き散らしてしまった状態が「エントロピーが高い」状態、すなわち乱雑さの高い状態であるということになる。そして潰れてしまったハンプティ・ダンプティを元の状態に戻すことは（完全に不可能ではないにしても）困難であり、これは孤立した系においてはエントロピーが決して低い状態に移行しないということを示している。